# Alastor algeriensis
Alastor algeriensis är en stekelart som beskrevs av Blüthgen 1939. Alastor algeriensis ingår i släktet Alastor och familjen Eumenidae. Inga underarter finns listade i Catalogue of Life.